# Comtat de Copenhaguen
El comtat de Copenhaguen (danès Københavns Amt) fou un comtat a l'illa de Sjælland a l'est de Dinamarca. Cobria els municipis de l'àrea metropolitana de Copenhaguen, excepte Frederiksberg i København d'on rebia el nom. La divisió en comtats va deixar d'existir l'1 de gener del 2007, quan una reforma municipal va substituir els comtats per divisions més grans, les regions, l'antic comtat de Copenhaguen va ser integrat a la Regió de Hovedstaden.

## Antics municipis (1970-2006)
Era format pels antics municipis de:
| - Albertslund - Ballerup - Brøndby - Dragør - Gentofte - Gladsaxe - Glostrup - Herlev - Hvidovre | - Høje-Taastrup - Ishøj - Ledøje-Smørum - Lyngby-Taarbæk - Rødovre - Søllerød - Tårnby - Vallensbæk - Værløse |